# Earias albovenosana
Earias albovenosana is een nachtvlinder uit de familie van de visstaartjes (Nolidae). 
De wetenschappelijke naam van de soort is voor het eerst geldig gepubliceerd door Oberthür in 1917.
De soort komt voor in Europa.